# Ideoblothrus godfreyi
Ideoblothrus godfreyi är en spindeldjursart som först beskrevs av Edvard Ellingsen 1912.  Ideoblothrus godfreyi ingår i släktet Ideoblothrus och familjen spinnklokrypare. Inga underarter finns listade i Catalogue of Life.